# ان نکوبا
ان نکوبا یک منطقهٔ مسکونی در اردن است که در استان مادبا واقع شده‌است.